# Dària (nom)
Dària (en rus: Дарья) és un prenom femení utilitzat, predominantment, als països predominantment ortodoxos d'Europa oriental. Fou popularitzat per Santa Daria. Hi ha dues teories sobre el seu origen: una en fa la versió femenina del nom persa «Darios», mentre que l'altre en fa la forma russa del nom grec «Dorotea».